# Полковое (Донецкая область)
Полковое (укр. Полкове) — село на Украине, находится в Волновахском районе  Донецкой области.
Код КОАТУУ — 1421580404. Население по переписи 2001 года составляет 163 человека. Почтовый индекс — 85790. Телефонный код — 6244.

## Адрес местного совета
85790, Донецкая область, Волновахский р-н, с. Анадоль, ул.Ленина, 17 а